# Brentwood (Essex)
Pour les articles homonymes, voir Brentwood.
 (décembre 2016).
Brentwood est une localité située en Essex en Angleterre, au nord-est de Londres. Au recensement de 2021, elle comptait un peu plus de 77 000 habitants.

## Étymologie
Le nom a été trouvé au XVIe siècle par des antiquaires, et est une dérive d'un mix entre les mots "burnt" (brûlé) et "wood" (bois) donnant donc à l'origine le nom "Burntwood", qui était toujours utilisé au XVIIIe siècle sur les cartes. Avec le temps, on a fini par découvrir que le mot "brent" était le terme médiéval équivalent au "burnt" moderne. Le nom s'est finalement transformé en "Brentwood".

## Événements marquants
Pendant la révolte des paysans de 1381, la ville a eu un rôle stratégique pour certains des chefs rebelles (John Ball et Jack Straw entre autres) puisque certains des lieux fréquentés, tels que les pubs, les auberges, … leur servaient de lieux de rencontre. C’est aussi dans cette ville que la révolte a commencé, lorsque John Bampton (ou Thomas Bampton, selon les versions), un fonctionnaire, a convoqué des hommes venant de Fobbing, de Corringham et de Stanford pour les forcer à payer l’impôt par tête qu’ils avaient en quelque sorte boycottés. Les paysans, refusant toujours de payer l’impôt, énervèrent Bampton, qui ordonna leur arrestation. Cela entraîna une émeute où Bampton lui-même failli perdre la vie, mais réussit à s’échapper vers Londres. Après l’émeute, les paysans de Brentwood commencèrent à raconter à toute l’Angleterre ce qui s’était passé chez eux, et au fur et à mesure, l’histoire prit de l’ampleur et les paysans de tous le pays se mirent du côté de Brentwood, commençant ainsi la révolte.
Dans les autres événements marquants qui ont eu lieu dans la ville, on peut aussi parler de la mort du martyr protestant William Hunter en 1555, mis sur le bûcher alors qu'il n'avait que 19 ans. L'histoire raconte qu'il a perdu son travail à Londres parce qu'il ne suivait pas les dogmes de l'Église catholique, ce qui était pratiquement obligatoire à Londres à l'époque, et qu'il fut forcé de repartir vivre chez ses parents à Brentwood. Étant contre le dogme catholique disant que le pain et le vin de la communion étaient le corps et le sang du Christ, il fut envoyé à la justice, où il passa entre autres devant Antony Browne, un juge anglais, et il refusa toujours de changer son point de vue. Il fut envoyé devant l'évêque Bonner qui a tenté de le corrompre pour qu'il change de point de vue, mais cela fut encore un échec. Finalement, il fut renvoyé à Brentwood, où il fut brûlé sur le bûcher. Un monument a été construit dans la ville en son honneur en 1861 et une école a été fondée sur le lieu de sa mort par Antony Browne en 1558 avec l'autorisation de la reine Marie Tudor. William Hunter est le premier martyr venant d'Essex sous le règne de cette reine.

## Lieux et monuments
On peut citer le monument à William Hunter, mais aussi l’ermitage, utilisé comme une maison de jeunesse, et le théâtre de Brentwood, qui sont les deux lieux culturels les plus importants de la ville.
Le théâtre de Brentwood est utilisé par près de 40 groupes d'arts divers et variés non professionnels. Tenu par une œuvre de charité indépendante, le bâtiment ne reçoit ni subventions ni fonds de la part d'institutions artistiques.

## Personnalités liées à la ville
- Stuart Burge (1918-2002), réalisateur, producteur et acteur, y est né ;
- Nicholas Farrell (1955-), acteur, y est né ;
- Sarah Kane (1971-1999), dramaturge, y est née ;
- Stephen Moyer (1969-), acteur, y est né ;
- Ria Percival (1989-), footballeuse néo-zélandaise, y est née ;
- Wogan Philipps (1902-1993), homme politique, y est né ;
- William Shimell (1952-), chanteur d’opéra et acteur, y est né ;
- Paul Wickens (1956-),  claviériste, compositeur, y est né.

## Jumelage
- Montbazon (France) depuis 1994[2]